# Voedingsmiddelentechnologie
Voedingsmiddelentechnologie is de wetenschap die zich bezighoudt met de productie, samenstelling, kwaliteit, opslag, bewaring en veiligheid van voedingsmiddelen. Doel is het verbeteren van voedingsproducten, en de daarvoor gebruikte productiemethoden in de voedingsindustrie.

## Reikwijdte
Alle bewerkingsstappen die voedsel ondergaat, na de productie van de grondstoffen - in de vorm van gevangen vis, geslacht vee,  melk en geoogste voedselgewassen, vallen onder het vakgebied van de voedingssmiddelentechnologie. De voedingsmiddelentechnologie vervult een brugfunctie tussen enerzijds de primaire productie - de landbouw en de visserij, en anderzijds de voedings- en dieetkunde, die zijn gericht op de sociale- en gezondheidseffecten van voedingsmiddelen.
Belangrijke onderdelen van de levensmiddelentechnologie zijn :
- voedingsmiddelenchemie; geur, smaak, kleur, samenstelling
- voedingsmiddelennatuurkunde; structuur, dikte, schuimen
- voedingsmiddelenmicrobiologie; de relatie met nuttige bacteriën, met name melkzuurbacteriën voor de bereiding van bijvoorbeeld zuurkool of yoghurt; en daarnaast voedselveiligheid in verband met voedselbederf door micro-organismen
- industriële productbereiding
- productontwikkeling en productontwerpen
- procesontwikkeling en procesontwerpen
- voedselhygiëne en kwaliteitssystemen in de voedingsindustrie (HACCP)

### Productgroepen
Er kan ook een indeling gemaakt worden naar de kennis van productgroepen, zoals zuivel-kunde, vleeskunde, brood- en bakkerij-techniek en dranken.

### Aanverwant
Aanverwante vakgebieden, die deels onder de voedingsmiddelentechnologie vallen en deels onder andere vakgebieden, zijn proceskunde, kwaliteitskunde, verpakkingstechnologie, voedselveiligheid en voedselzekerheid.

### Beroepsgroep
Voedingsmiddelentechnologen werken op alle niveaus binnen de voedingsindustrie, maar ook bij de overheid, bij controle-organisaties (Nederlandse Voedsel- en Warenautoriteit), het Voedingscentrum, de Europese Autoriteit voor voedselveiligheid (EFSA), bij instituten en onderwijsinstellingen. In Wageningen bestaat de studievereniging 'Nicolas Appert', die openstaat voor alle studenten in de voedingsmiddelentechnologie.

## Opleidingen voedingsmiddelentechnologie

### Vlaanderen
- Universiteit Gent, faculteit Bio-ingenieurswetenschappen
- KU Leuven, faculteit Bio-ingenieurswetenschappen
- Hogeschool Gent, Departement Biowetenschappen en Landschapsarchitectuur.
- Hogeschool Thomas More, Departement Agro- en Biotechnologie optie Voedingsmiddelentechnologie alsook het Departement industriële en biowetenschappen.
- Provinciale Hogeschool Limburg, Departement Agro- en Biotechnologie optie Voedingsmiddelentechnologie
- Hogeschool VIVES, campus Roeselare, Departement Agro- en Biotechnologie optie Voedingsmiddelentechnologie

### Nederland
- MBO-niveau via een agrarisch opleidingscentrum of een private aanbieder:
  - AOC Friesland
  - AOC Oost
  - AOC Aeres groep
  - AOC Helicon
  - AOC Lentiz Onderwijsgroep
  - AOC Clusius College
  - LSBL
- HBO-niveau via:
  - Hogeschool Inholland in Delft
  - Van Hall Larenstein in Velp en Leeuwarden
  - HAS green academy
- Universitair niveau aan de Wageningen University in Wageningen.

#### Ontstaan van voedingsmiddelentechnologie op MBO niveau
In 1966 zijn vanuit het ministerie van landbouw de landelijke organen voor het leerlingwezen opgericht. Van 1966 tot 1994 bestond het landbouwonderwijs in Nederland uit drie leerlingstelselorganisaties:
- Landelijke Stichting ter bevordering van de opleiding in het leerlingwezen in de land- en tuinbouw en de landbouwambachten (LSLL)
- Landelijke Stichting Beroepsopleiding Levensmiddelenindustrie (LSBL)
- Landelijk Orgaan voor het Leerlingwezen in de Bosbouw (LOLB)

Het verschil met de huidige situatie is dat deze organisaties niet alleen opleidingsinstituut waren, maar ook kenniscentrum. Doelstelling van de stichtingen was om schoolverlaters met vakgerichte opleidingen de beroepsbekwaamheid in de voedingsindustrie bij te brengen.

#### LSBL
Het LSBL was als leerlingstelselorganisatie gevestigd in Apeldoorn. Deze organisatie bediende met circa 50 docenten in vaste dienst de volledige voedingsindustrie met opleidingen. Iedereen die in die tijd een MBO opleiding volgde in de voedingsindustrie werd opgeleid via LSBL. LSBL verzorgde de volgende opleidingen:
- A-opleiding (2-jarige opleiding, voorloper van de huidige niveau 2 opleiding)
- B-opleiding (2-jarige opleiding, voorloper van de huidige niveau 3 opleiding)
- Voortgezette Opleiding Algemeen (VOA), smalle opleiding op niveau 4
- Voortgezette Opleiding Branchespecifiek (VOB), smalle opleiding op niveau 4
- Kaderopleiding (smalle opleiding op niveau 4)
- Technologische Bedrijfskontrole (TBK)
- Microbiologische Bedrijfskontrole (MBK)

#### LOBAS
In 1994 fuseerden het LSLL, LSBL en LOLB. Hieruit ontstond het Landelijk Orgaan Beroepsopleidingen Agrarische Sectoren (LOBAS). Bij het ontstaan van LOBAS zijn de CREBO (Centraal register beroepsopleidingen) erkende opleidingen opgegaan in dertien regionale Agrarisch opleidingscentra (AOC's). De overige activiteiten bleven binnen het LOBAS. Deze organisatie is sinds 1996 een van de door de overheid aangewezen kenniscentra beroepsonderwijs voor het bedrijfsleven. In 2001 werd het LOBAS omgedoopt tot Aeqor. Als kenniscentrum wordt Aequor vertegenwoordigd in het Centraal Orgaan van Landelijke Opleidingsorganen van het bedrijfsleven (COLO).

#### Agrarische Opleidingscentra
De dertien AOC's verzorgen landbouwonderwijs als dagonderwijs, de zogenaamde beroepsopleidende leerweg (BOL) en het deeltijdonderwijs, de zogenaamde beroepsbegeleidende leerweg (BBL). Het vak voedingssmiddelentechnologie zoals dat vroeger vanuit LSBL werd verzorgd in de industrie wordt nog door enkele AOC's aangeboden. Het leerlingenaantal in het dagonderwijs in de voedingsmiddelentechnologie neemt de laatste jaren af.

#### LSBL Services V.O.F.
Als uitzondering op de AOC's is in 1993 ook een private aanbieder van voedingsmiddelentechnologie ontstaan. In haar aanbod zijn vooral de bekende Korte Technologische Kursussen (KTTK) opgenomen uit het oude LSBL. De organisatie staat geregistreerd als LSBL Services V.O.F. en verzorgt diplomerende en maatwerkopleidingen in de voedingsmiddelentechnologie. De organisatie presenteert zich sinds 2011 weer als LSBL.